# ラヴレンチー・カルトヴェリシュヴィリ
ラヴレンチー・ヨシフォヴィチ（イオセビス・ゼ）・カルトヴェリシュヴィリ（ロシア語: Лаврентий Иосифович Картвелишвили、グルジア語: ლავრენტი იოსების ძე ქართველიშვილი、1890年4月28日 - 1938年8月22日）は、グルジア人のボリシェヴィキ。ラヴレンチエフ (Лаврентьев, ლავრენტიევი) の党名を持つ。

## 生涯

### 前半生
1890年4月28日（ユリウス暦16日）、ロシア帝国クタイス県ヤネチ (ka) の農家に生まれ、1905年から革命運動に関わり始め、1910年にボリシェヴィキに入党した。翌1911年から1914年までキエフ商科学院に学ぶも中退し、1915年から翌1916年まではサラトフで党務に就いていた。同年に逮捕され有罪判決を受けたが、1917年3月19日に恩赦された。
同年から翌1918年までボリシェヴィキ・キエフ市委員会、1918年5月から労働者共産党臨時全ウクライナ委、11月から翌1919年4月まではロシア共産党オデッサ地下州委の各メンバーを務め、同月から8月まではウクライナ共産党オデッサ州委責任書記を務めた。また、オデッサ市委、オデッサ革命委メンバーとして、党の地下出版所を指導した。同年には赤軍第12軍南部軍集団革命軍事会議のメンバーでもあった。翌1920年には『コミュニスト』紙を編集し、後には『ムナトビ』(ka) 誌の初代編集者となっている。1920年2月から翌1921年まではウクライナ共産党オデッサ県 (ru) 委組織部部長、1921年から1923年まではキエフ県委責任書記、1923年3月20日からグルジア共産党中央委組織・指導部部長、同日から翌1924年まで同委書記および局員、1923年12月23日から1924年まではロシア共産党ザカフカース地方委第二書記、同年2月から11月まで再度ウクライナ共産党キエフ県委責任書記を務めている。

### 栄達と失墜
同年12月11日から1927年6月7日まではロシア共産党ザカフカース地方委第三書記、1925年から1927年6月13日までは再度グルジア共産党中央委書記、同月から1929年まではグルジア社会主義ソビエト共和国人民委員会議議長、1929年11月まではウクライナ軍管区政治部部長、同月21日から翌1930年6月5日まではウクライナ共産党中央委書記、12月13日までは同委政治局員および組織局員に就き、また6月15日から12月13日までは第二書記、7月13日から1934年1月26日までは全連邦共産党中央委員候補でもあった。
1930年11月19日から翌1931年11月9日まではザカフカース地方委第一書記、同年9月12日から11月14日まではグルジア共産党中央委第一書記を務めた。しかし、同年にモスクワで開かれたザカフカース地方委幹部会議において、地方委の次期第一書記にラヴレンチー・ベリヤを据えることを提案したヨシフ・スターリンに対し、カルトヴェリシュヴィリは「私はあの詐欺師と一緒に働くつもりはない」と言い放った（ニキータ・フルシチョフによれば、ベリヤとカルトヴェリシュヴィリは活動家時代から不仲であったという）。この発言が本でカルトヴェリシュヴィリは左遷され、同年12月から1933年3月までは連邦共産党西シベリア地方委第二書記、同月から1937年1月まで独立赤旗極東軍軍事ソビエトメンバー、同月15日まで党極東地方委第一書記に就いた。
1934年2月10日から1937年6月25日までは全連邦共産党中央委員に就き、1936年12月28日から1937年7月14日まではクリミア州委第一書記を務めた。ウクライナ共産党中央委には1918年7月12日から9月9日まで、1924年5月16日から1925年1月13日まで、1929年11月21日から1934年1月18日までの三度属し、ソビエト連邦中央執行委幹部会メンバーも務め、連邦党大会には第10回から第17回まで（第12回を除く）出席した。

### 粛清
しかし、カルトヴェリシュヴィリはクリミア州委第一書記を務めていた1937年6月29日に逮捕され、党からも除名された。逮捕後にはベリヤがスターリンに対し、カルトヴェリシュヴィリのグルジアでの「右翼活動」についてのメモを送り、また同時期に取調べを受けていたパーヴェル・ポストゥイシェフも共謀者としてカルトヴェリシュヴィリの名を挙げた。
カルトヴェリシュヴィリは翌1938年8月22日に連邦最高裁軍事参議会によってスパイ罪で有罪判決を下され、同日コムナルカ射撃場で処刑された。極東地方地域共同農場部輸送局局長を務めていた弟のヴァルラムも処刑され、妻も弾圧された。その後、カルトヴェリシュヴィリは1956年に名誉回復と党籍回復がなされた。キエフの通りにはカルトヴェリシュヴィリの名が付けられていたが、2015年に「ヴォロドゥイームィル・ポコトゥイロ (uk) 通り」(uk) へと改称された。